# Albert Hauck
Albert Heinrich Friedrich Stephan Ernst Louis Hauck (født 9. december 1845 i Wassertrüdingen, død 7. april 1918) var en tysk teolog.
Efter studier i Erlangen og Berlin blev han 1874 præst i Frankenheim; 1878 udnævntes han til ekstraordinær, 1882 til ordentlig professor i kirkehistorie i Erlangen, og 1889 kom han i samme egenskab til Leipzig, hvor han virkede til sin død.
Hans studier angik især tysk kirkehistorie i middelalderen, og af hans store værk, Die Kirchengeschichte Deutschlands udkom bind I-V (2.-4. oplag 1896-1911), omfattende tiden indtil 1374. Mest kendt er hans navn blevet, fordi det er knyttet til Realencyklopädie für protestantische Theologie und Kirche, som han har besørget i 3. udgaven og selv skrevet et meget stort antal artikler til.